# Ду Му
Ду Му (кит. 杜牧; 803—852) — китайский поэт эпохи династии Тан.

## Биография
Происходил из благородной, но обедневшей семьи. Родился в столице империи Чанъань. Получил хорошее образование. В 813 году потерял отца. В молодости участвовал в военных походах против восставших князей в провинциях. В 828 году блестяще сдал императорский экзамен и получил звание цзиньши. После этого в 828—835 годах работал в правительственных учреждениях провинции на территории современных Цзянси и Аньхой. В 835—857 годах возглавлял правительственные учреждения в Лояне. В 837 году в связи с болезнью брата подал в отставку. В 839 году вернулся в столицу, где получил должность в правительстве. В 841 году был назначен губернатором округа Хуанчжоу в современной провинции Хубэй. В 846 году получил назначение в правительство и вернулся в Чанъань, где и умер в 852 году.

## Творчество

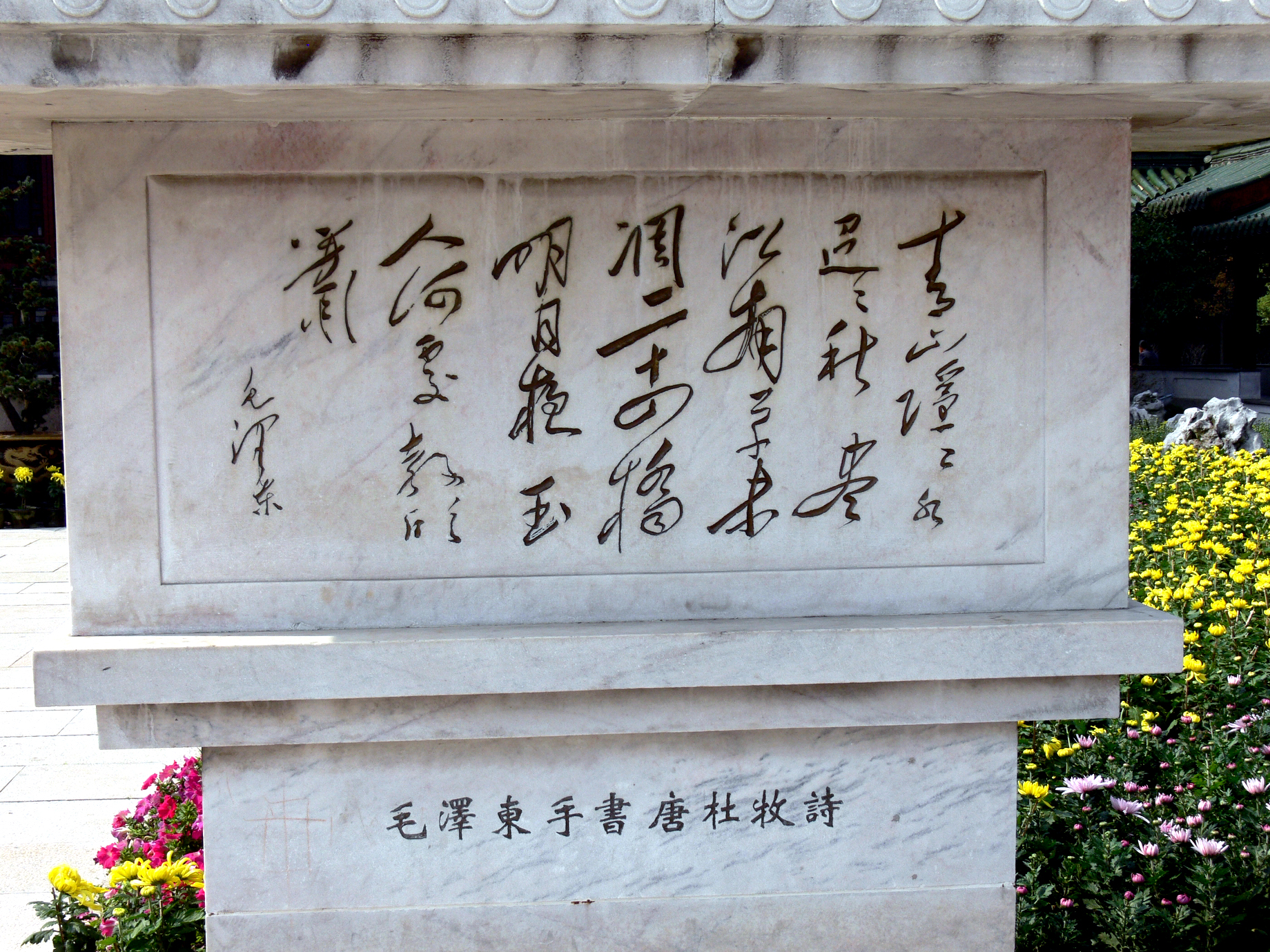
Записанное рукой Мао Цзэдуна стихотворение Ду Му «Послание к Хань Чо, наместнику Янчжоу» в Янчжоу

Ду Му работал в жанрах ши и фу, а также в древней китайской прозе. Он наиболее известен как автор чувственных, лирических коротких стихотворений. Фоном служат исторические места или романтические ситуации. Его стиль сочетает классические образы, разговорную речь и игру слов. Кроме того, он писал длинные поэмы. Всего Ду Му сочинил около 800 стихотворений и поэм. Наиболее известны: «На прощание», «Прогулка в горах», «Осенний вечер», «Песня о дворце Афан», «Моя тоска», «Мост двадцати четырёх» (альтернативный вариант заголовка: «Послание к Хань Чо, наместнику Янчжоу»).